# Bertalan Szőcs
Bertalan Szőcs (18 de julio de 1934-22 de mayo de 2016) fue un deportista húngaró que compitió en esgrima, especialista en la modalidad de florete. Ganó dos medallas en el Campeonato Mundial de Esgrima en los años 1954 y 1955.

## Palmarés internacional
| Campeonato Mundial | Campeonato Mundial      | Campeonato Mundial | Campeonato Mundial  |
| Año                | Lugar                   | Medalla            | Prueba              |
| ------------------ | ----------------------- | ------------------ | ------------------- |
| 1954               | Luxemburgo (Luxemburgo) | Medalla de bronce  | Florete por equipos |
| 1955               | Roma (Italia)           | Medalla de plata   | Florete por equipos |